# Darajja (dystrykt)
Darajja (arab. ‏منطقة داريا‎) – jedna z 10 jednostek administracyjnych drugiego rzędu (dystrykt) muhafazy Damaszek w Syrii. Jest położona w południowej części kraju. Graniczy od wschodu z dystryktem Markaz Rif Dimaszk, od południa także z dystryktem Markaz Rif Dimaszk, od zachodu z dystryktem Katana, a od północy z muhafazą Damaszek-Miasto.
Przy spisie powszechnym z 2004 roku dystrykt Darajja zamieszkiwało 260 961 osób.